# Lages
Lages város Brazíliában, Santa Catarina államban. Lakosainak száma 164 981 fő (2022). Lages Bocaina do Sul, Correia Pinto, Painel, São Joaquim, Capão Alto, Bom Jesus, Rio Grande do Sul, Campo Belo do Sul, Otacílio Costa, Palmeira és São José do Cerrito községekkel határos.

## Népesség
A település népességének változása:
| Lakosok száma | 157 682 | 156 727 | 157 349 | 157 158 | 164 981 |
|               | 2000    | 2010    | 2020    | 2021    | 2022    |